# デイヴィッド・ハミルトン

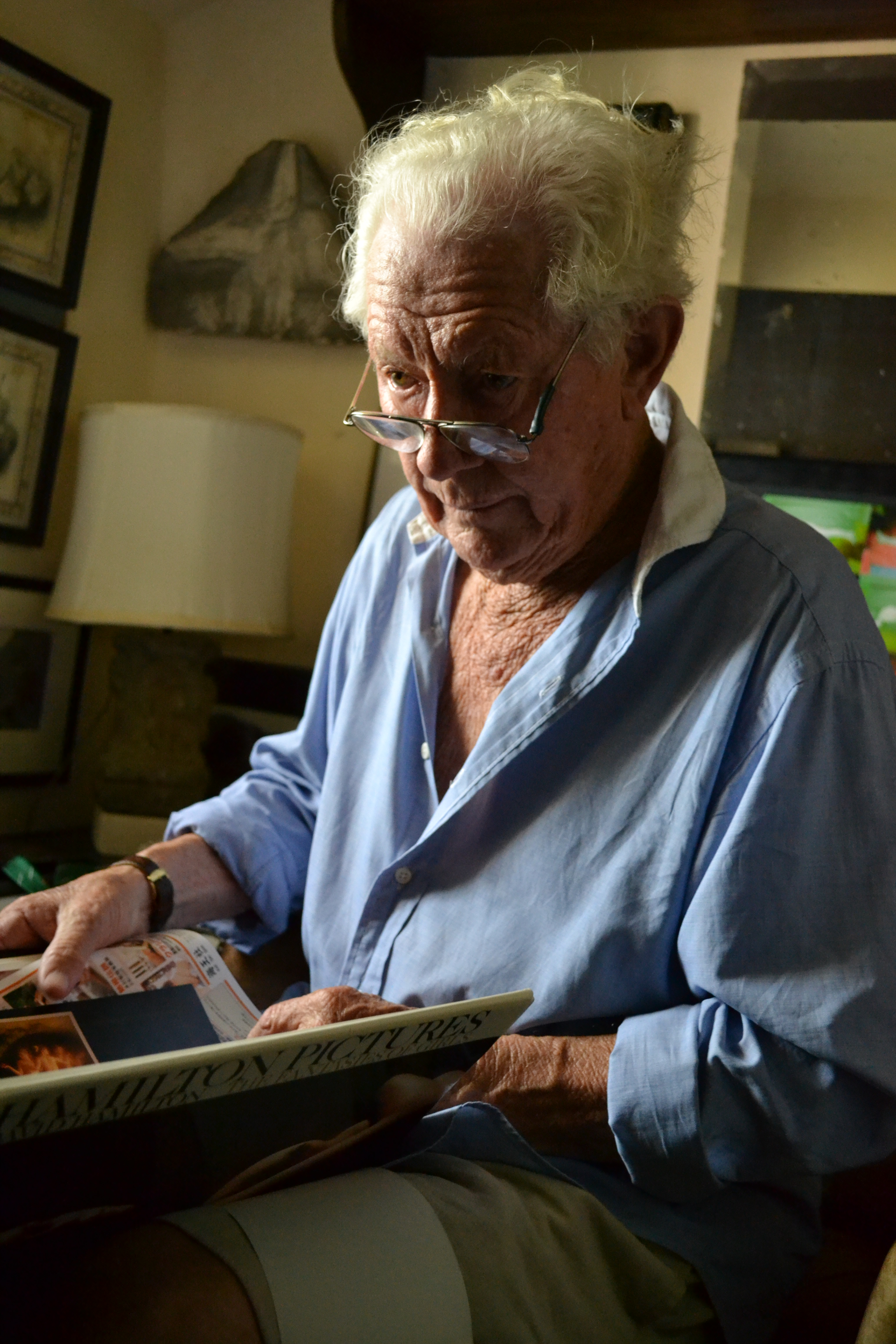
デイヴィッド・ハミルトン、2011年

デイヴィッド・ハミルトン（David Hamilton、 1933年4月15日 - 2016年11月25日）は、イギリス出身の写真家・映画監督。

## 来歴
ハミルトンはロンドンで育つが、第二次世界大戦の戦火が激しくなる中、学校教育は中断を余儀なくされた。当時しばしば過ごしたドーセットの田舎は、後の作品に影響を与えた。戦後、ロンドンに戻り学校を卒業した。
彼の芸術的才能は、建築設計事務所で働く間に培われた。20歳でパリへ行き、エル (ELLE)誌のピーター・ナップの元でグラフィックデザイナーとして働いた。成功して名が知られるようになると、ロンドンのクイーン・マガジン誌の美術監督として引き抜かれた。
やがてハミルトンはパリに戻り、パリ最大のデパート・プランタン(Printemps)の美術監督となった。プランタン在職中に商業写真を撮影し始め、ぼんやりとした画像粒子の荒いスタイルはすぐに評価を得た。「年齢が16歳を超えた少女の写真を撮ることに関心はない」と語ったこともあるハミルトンは、少女らを被写体としたカレンダー写真や、ソフトフォーカスが特徴のエロチックな映画作品で最もよく知られている。
ハミルトンの写真は「レアリテ」「ツヴェン」「フォト」のような雑誌でも需要が大きかった。1960年代の終わりからハミルトンの作品は、個性的で他の作家と間違うことの無いようなスタイルになった。独特のソフトフォーカスによるヌード写真は日本でも人気があり、何人かのモデルの写真集を手がけた。
2005年、19,000枚におよぶ子どものわいせつ写真を所有していたとして有罪判決を受けた英国人の男が、ハミルトンの著作を所持していたことも明らかになった。検察当局は当時、そのうちの一部の写真は「わいせつとしか言いようがない」と指摘していた。これに対し、ハミルトンのスポークスマンであるグレン・ホーランドは、「デビッドは世界で最も成功したアート写真家の一人であるため、この決定に深く悲しみ、失望している。彼の本はこれまで数百万冊を売り上げている」と語った。

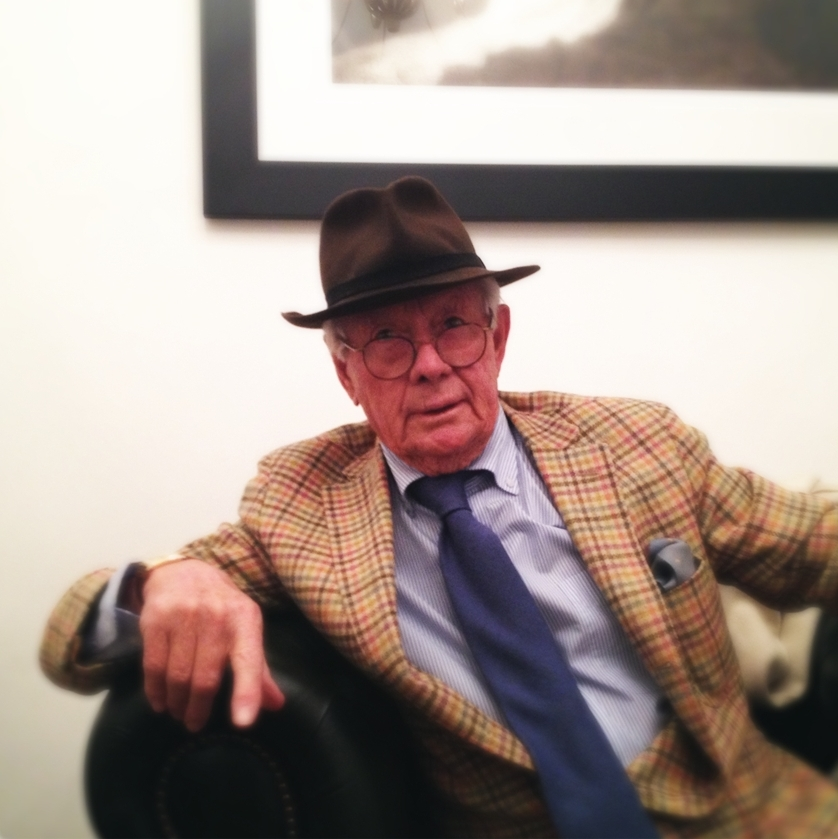
2012年ごろ

2010年にはハミルトンの作品を含め4冊、所有していた男性がレベル1の児童ポルノで有罪判決を受けた。ロンドン・ウォルサムストーの書店では『The Age of Innocence』だけでなくサリー・マンの『Still Time』など購入しており「非常に不公平」と批判、2011年に訴追のためクラウン審査サービス（CPS）に控訴されたが、覆された。裁判官は「[CPS]が本の写真が下品であるかどうかをテストしたい場合、問題に対処する正しい方法は、個々の購入者ではなく、出版社または小売業者を起訴することである」と結論付けている。
2016年、ハミルトンのモデルを未成年時に務めた女性4人が「性的暴行を受けた」と公表し、世間の注目が集まっていた。これについて、ハミルトンは「過去にも同様の訴えにさらされたものの容疑は既に晴れている」と否定し、逆に被害者を名乗る女性らを訴えるとコメントした。
2016年11月25日、フランス・パリ6区モンパルナス大通り41番地の自宅で亡くなっているのが見つかった。情報筋の話では、死因は心不全で、遺体のそばに薬が見つかったという。83歳だった。

## 写真集
- Dreams of a Young Girl（1971）
- Sisters（1973）
- Souvenirs（1974）
- Sisters (1972)
- La Danse (1972)
- Galeria Old Home (1974, Private)
- デヴィ・スカルノヌード写真GORO創刊記念号（1974）
- The Best of David Hamilton (1976)
- Private Collection (1976)
- Bilitis (1977)
- Souvenirs (1978)
- The Young Girl (1978)
- Secret Garden (1980)
- Tender Cousins (1981)
- 風吹ジュン写真集 絹の風（1982）
- 美保純写真集（別冊スコラ、1983）
- A Summer in St. Tropez (1983)
- Homage to Painting or Images (1984)
- 南麻衣子Maiko（1987）
- Venice (1989)
- Flowers (1990)
- 渡辺美奈代写真集 Blooming Minayo: 28 September (1992)
- en:Twenty Five Years of an Artist (1993)
- The Fantasies of Girls (1994)
- The Age of Innocence (1995)
- 城麻美写真集 HAREM（1995）
- A Place In The Sun（1996）
- en:Holiday Snapshots (1999)
- David Hamilton (2006)
- Erotic Tales (2007)

### ポートフォリオ
- Souvenirs (1974)
- Flower Girls (1979)
- Shadows of a Summer (1979)
- The White Pebble (1980)
- The Great Silver Photography (1984)

## 映画監督作品
- 1975 : 『Hildegard Knef und ihre Lieder』(フランソワ・レシャンバック、ジェラール・ヴァンデンベルク共同監督／記録映画)
- 1977 : 『ビリティス』
- 1979 : 『愛と追憶のセレナーデ/幻影に揺れる汚れなき美少女たち（フランス語版）』（DVDスルー)
- 1980 : 『妖しき従姉妹 テンダー・カズン（フランス語版）』(DVDスルー)
- 1981 : 『サントロペの夏（フランス語版）』
- 1983 : 『青い性/処女喪失（フランス語版）』(DVDスルー)